# 瓦尔哈尔本
瓦尔哈尔本是德国莱茵兰-普法尔茨州的一个市镇。总面积4.88平方公里，总人口798人，其中男性408人，女性390人（2011年12月31日），人口密度164人/平方公里。